# Eleni Diamanti
Eleni Diamanti, née le 29 mai 1977 à Athènes, est une physicienne franco-grecque, spécialiste de physique quantique, directrice de recherche au CNRS et cofondatrice de la start-up Welinq, qui fabrique des mémoires quantiques.

## Biographie
Née en 1977 à Athènes, Eleni Diamanti grandit en Grèce dans une famille d'enseignants en physique. Elle apprend l'anglais et le français avant le collège. Passionnée par les mathématiques et la physique, elle présente le concours d'entrée à l'Université polytechnique nationale d'Athènes, où elle est reçue première, ce qui lui vaut un passage à la télévision. Elle y obtient un diplôme d'ingénieur en électricité et en informatique en 2000.
Elle poursuit ses études aux États-Unis, à l'Université Stanford en master de génie électrique qu'elle termine en 2002 et obtient un doctorat en ingénierie électrique en 2006. À Stanford, elle publie vingt-six articles en six ans, sous la direction de Yoshihisa Yamamoto, professeur de physique appliquée et de génie électrique. Elle se spécialise dans les protocoles de communication quantique : comment se « parler » quantiquement, comment échanger de la monnaie quantique, comment distribuer des calculs sur des processeurs dans des endroits distincts.
De retour en Europe en 2006, elle s'installe en France, et travaille comme chercheur post-doctorante Marie Curie à l'Institut d'Optique de Palaiseau auprès de Philippe Grangier, spécialiste de mécanique quantique, qui a notamment participé aux expériences d'Alain Aspect qui lui valurent le prix Nobel en 2022. Elle perfectionne un nouveau protocole de communication quantique et bat un record de transmission : plus de 80 kilomètres entre émetteur et récepteur.
Elle rejoint ensuite le CNRS en 2009, puis en 2016, à l'âge de 39 ans, elle devient directrice de recherche CNRS au Laboratoire d’Informatique de Sorbonne Université (LIP6).
En 2022, Eleni Diamanti cofonde une start-up, Welinq, qui fabrique des mémoires quantiques,.

### Vie privée
Eleni Diamanti est mariée avec un chercheur en économie à Sciences Po, ils ont trois enfants. Elle obtient la nationalité française en 2020,.

## Distinctions
- 2024 : 
  - Médaille d'argent du CNRS[8]
  - Médaille de l'innovation du CNRS[9]